# Berillium-borohidrid
A berillium-borohidrid szervetlen vegyület, képlete Be(BH4)2.

## Szerkezete
A kristályszerkezete helikális polimer, melyben a BH4Be egységeket BH4 hidak kapcsolják össze.

## Előállítása
Éterben oldott berillium-hidrid és diborán reakciójával lehet előállítani.

## Felhasználása
Trifenil-foszfinnal reagáltatva tiszta berillium-hidrid keletkezik belőle:
Be(BH4)2 + 2PPh3 → 2Ph3PBH3 + BeH2

## Fordítás
Ez a szócikk részben vagy egészben  a   Beryllium borohydride című angol Wikipédia-szócikk ezen változatának fordításán alapul.  Az eredeti cikk szerkesztőit annak laptörténete sorolja fel. Ez a jelzés csupán a megfogalmazás eredetét és a szerzői jogokat jelzi, nem szolgál a cikkben szereplő információk forrásmegjelöléseként.